# 台湾府

福建省の台湾府の位置（1820年）

台湾府（たいわん-ふ）は、清朝にかつて存在した府。

## 鄭氏政権時代
鄭成功がオランダ勢力を駆逐し鄭氏政権を樹立すると、1661年（永暦15年）に承天府を設置、衙門を赤崁楼に設置し台湾南部を管轄した。1664年（永暦18年）から1683年（永暦37年）まで、台湾南部の2州（県より昇格）に加え、澎湖、南路及び北路の3司を管轄に置いた。

## 清国統治時代
1683年（康熙22年）、台湾を勢力下に置いた清朝は承天府を廃止、台湾府を設置し、台湾全島を管轄していた。しかし1875年（光緒元年）に台北府が設置されると台湾北部が管轄範囲から分離、1885年（光緒11年）の福建台湾省、1887年（光緒13年）の台南府設置により管轄範囲は縮小、台湾中部のみを管轄、重要政策事項は福建台湾等処承宣布政使司に移管されている。

## 日本統治時代
1895年（明治28年）、日清戦争の結果、日本に台湾が割譲されると、日本政府は台湾府を廃止、同時に台湾府を台湾県に変更している。